# Bendis thara
Bendis thara là một loài bướm đêm trong họ Noctuidae.